# Trélex
Trélex es una comuna suiza del cantón de Vaud, situada en el distrito de Nyon. Limita al norte con la comuna de Givrins, al este con Duillier, al sur con Nyon y Grens, y al oeste con Gingins y Saint-Cergue.
La comuna hizo parte hasta el 31 de diciembre de 2007 del círculo de Gingis.